# ビルキラネ県

ビルキラネ県（ビルキラネけん、フランス語：Birkilane）は、セネガルのカフリン州の県 (右図の桃色の領域)。
2008年に設置された。
2013年の人口は約10.1万人。
座標: 北緯14度08分 西経15度45分 / 北緯14.133度 西経15.750度